# Protocolo de Bisqueque

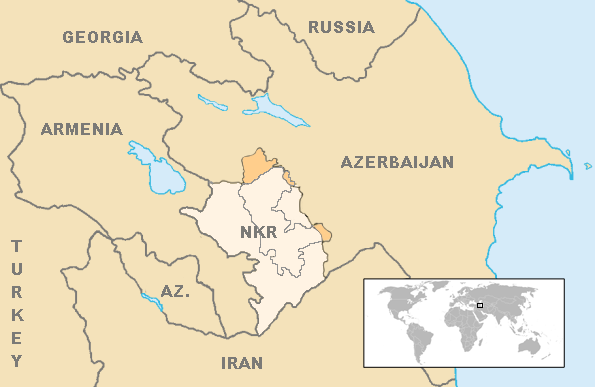
As fronteiras definitivas do conflito após o Protocolo de Bisqueque. As forças armênias de Artsaque controlam atualmente cerca de 9% do território do Azerbaijão fora do antigo Oblast Autónomo do Alto Carabaque, enquanto que as forças azeris controlam Shahumian e as partes orientais de Martakert e Martuni.

Protocolo de Bisqueque é um acordo provisório de cessar-fogo, assinado pelos representantes da República da Armênia (orador do Parlamento, Babken Ararktsian), da não reconhecida República do Alto Carabaque, hoje República de Artsaque (presidente do parlamento, Karen Baburian), da República do Azerbaijão (Primeiro Vice-Presidente do Parlamento, Afiyaddin Jalilov) e o representante da Rússia para o Grupo de Minsk, Vladimir Kazimirov, em 5 de maio de 1994, em Bisqueque, capital do Quirguistão. O protocolo, ainda em vigor, encerrou a Guerra do Alto Carabaque e congelou a questão. A única violação grave desde então tornaram-se as escaramuças de Mardakert de 2008.[carece de fontes?]
Além do próprio acordo de cessar-fogo, o protocolo contém as seguintes disposições: 
- a concessão de uma ampla autonomia para Alto Carabaque, mantendo a soberania do Azerbaijão;[2]
- medidas que garantam a segurança do Alto Carabaque (ou seja, operações de manutenção da paz pelas partes terceiras, mas não existem acordos sobre os participantes; a Rússia, especialmente, queria desempenhar o papel principal na manutenção da paz, mas isso foi considerado [por quem?] o pior cenário para o Azerbaijão);[2]
- a retirada das forças armênias dos territórios ocupados no Azerbaijão;[2]
- estatuto especial para o Corredor de Lachin ligando o Alto Carabaque com a Armênia, possivelmente combinado com medidas semelhantes entre o território continental do Azerbaijão e Naquichevão;[2]
- acordos entre o Azerbaijão e a Armênia fixando o retorno da maioria dos refugiados de ambos os lados para suas casas. [2]